# Hynobius takedai
Hynobius takedai är en groddjursart som beskrevs av Matsui och Taku Miyazaki 1984. Hynobius takedai ingår i släktet Hynobius och familjen Hynobiidae. IUCN kategoriserar arten globalt som starkt hotad. Inga underarter finns listade i Catalogue of Life.